# Épervier (1788)
Pour les articles homonymes, voir Épervier (homonymie) et HMS Epervier.
L'Épervier est un brick armé de 16 canons lancé en 1788.

## Historique
L’Épervier fait partie d'une série de six bricks construits à Saint-Malo sur des plans de Pierre-Alexandre-Laurent Forfait, la classe Expédition.
D'abord en service dans la marine royale française, de 1788 à 1792, il est retiré du service et devient ensuite un navire corsaire.
Il est capturé au large de l'Irlande le 12 novembre 1797 par la frégate anglaise HMS Cerberus. Il est ensuite intégré dans la Royal Navy sous le nom de HMS Epervier (ou HMS Epervoir). Il n'est cependant jamais mis en service ; il est vendu en 1801.